# Мінара — Абадан
Мінара — Абадан — трубопровід, по якому вперше організували подачу природного газу до столичного регіону Туркменістану.
Вихідним пунктом трубопроводу, який розпочав роботу в 1968 (за іншими даними — 1969) році, стало газове родовище Майське (наразі відоме як Мінара). В межах проекту проклали лінію довжиною біля чотирьох сотень кілометрів, виконану в діаметрі 500 мм. Після Теджену трубопровід наближався до передгір'їв Копетдагу та далі прямував уздовж них до міста Безмеїн, розташованого за пару десятків кілометрів від західних околиць Ашгабату.
У кінцевому пункті великими споживачами блакитного палива стали Безмеїнська ГРЕС (наразі ТЕС Абадан) та Безмеїнський цементний завод (наприкінці 1990-х переміщений за декілька десятків кілометрів західніше і перейменований на Келятинський). В той же час початкова ділянка газопроводу проходила повз місто Мари, де в 1973-му почалось введення блоків потужної ТЕС Мари.
За півсотні кілометрів на захід від Майського родовища на трасі лежало гігантське Шатликське родовище, яке ввели в дію у 1972 році. Саме воно стало головним джерелом для поставок як у західному напрямку до Ашгабату, так і на схід до ТЕС Мари.
У 1979-му на 187 км газопроводу за допомогою перемички завдовжки 19 км з діаметром 500 мм підключили Тедженське газове родовище.
В якийсь момент спорудили другий трубопровід до столичного регіону Шатлик — Ашгабат, втім, після Теджену його траса відхилялась на північний захід та прямувала по пустельним районам на певній відстані від передгір'їв Копетдагу. При цьому на 166 км газопроводу Майське — Абадан (приблизно в районі Теджену) облаштували перемичку з лінією  Шатлик — Ашгабат.
У першій половині 2000-х на трасі Майське — Абадан ввели в дію компресорну станцію Каакха, від якої на північ проклали ще одну перемичку із Шатлик — Абадан завдовжки 27 км. Роботи за цим проектом виконала компанія «Укргазбуд».
Також можливо відзначити, що у 2009-му на родовищі Мінара виявили нові запаси блакитного палива у більш глибоких горизонтах (а потім віднесли Мінару до складу унікального родовища Галкиниш).